# Aéroport de Biarritz-Pays basque
Luchthaven Biarritz-Pays basque (Frans: Aéroport de Biarritz-Pays basque) of simpelweg Luchthaven Biarritz is een luchthaven bedienend Biarritz, Frankrijk. Het ligt 1,5 km ten zuidwesten van Biarritz, vlak bij Bayonne en grotendeels op het grondgebied van Anglet. De luchthaven is ook bekend onder haar oude namen Luchthaven Biarritz-Anglet-Bayonne of Luchthaven Parme. Ryanair is een van de luchtvaartmaatschappijen die gevestigd is op de luchthaven.